# Liste des titres musicaux numéro un aux États-Unis en 2007

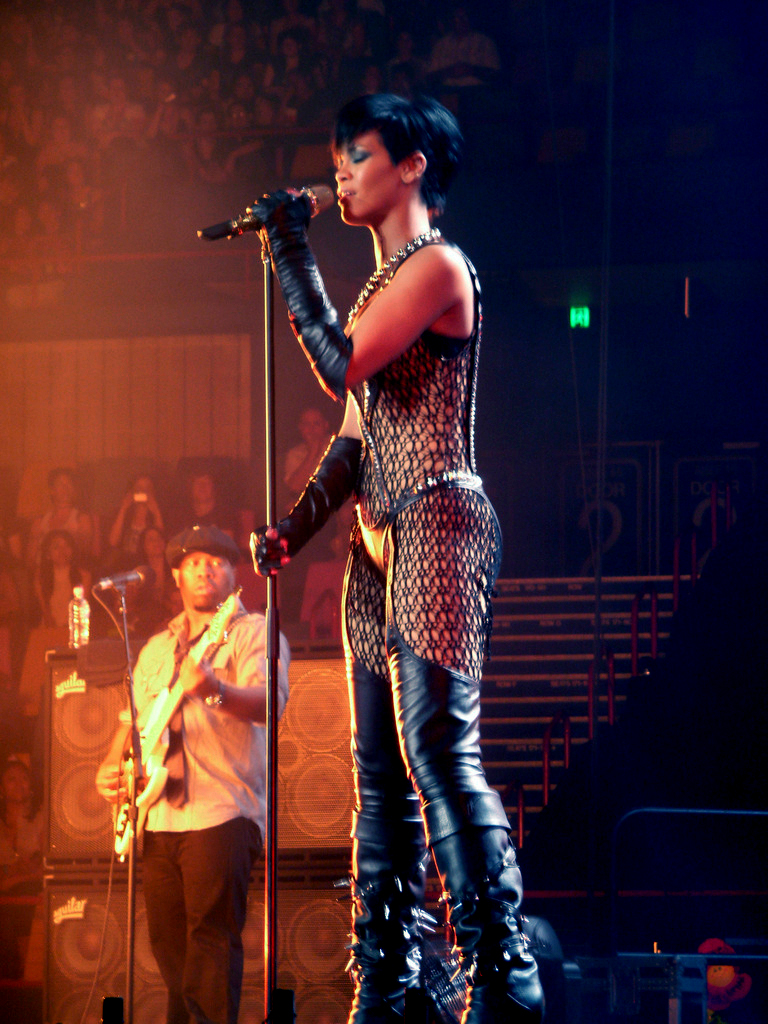
c'est

Cette page liste les titres musicaux ayant le plus de succès au cours de l'année 2007 aux États-Unis d'après le magazine Billboard.

## Historique
| Date          | Artiste(s)                                            | Titre                            | Référence |
| ------------- | ----------------------------------------------------- | -------------------------------- | --------- |
| 6 janvier     | Beyoncé                                               | Irreplaceable                    |           |
| 13 janvier    | Beyoncé                                               | Irreplaceable                    |           |
| 20 janvier    | Beyoncé                                               | Irreplaceable                    |           |
| 27 janvier    | Beyoncé                                               | Irreplaceable                    |           |
| 3 février     | Beyoncé                                               | Irreplaceable                    |           |
| 10 février    | Beyoncé                                               | Irreplaceable                    |           |
| 17 février    | Beyoncé                                               | Irreplaceable                    |           |
| 24 février    | Nelly Furtado                                         | Say It Right                     |           |
| 3 mars        | Justin Timberlake                                     | What Goes Around... Comes Around |           |
| 10 mars       | Mims                                                  | This Is Why I'm Hot              |           |
| 17 mars       | Mims                                                  | This Is Why I'm Hot              |           |
| 24 mars       | Fergie featuring Ludacris                             | Glamorous                        |           |
| 31 mars       | Fergie featuring Ludacris                             | Glamorous                        |           |
| 7 avril       | Akon                                                  | Don't Matter                     |           |
| 14 avril      | Akon                                                  | Don't Matter                     |           |
| 21 avril      | Timbaland featuring Nelly Furtado & Justin Timberlake | Give It to Me                    |           |
| 28 avril      | Timbaland featuring Nelly Furtado & Justin Timberlake | Give It to Me                    |           |
| 5 mai         | Avril Lavigne                                         | Girlfriend                       |           |
| 12 mai        | Maroon 5                                              | Makes Me Wonder                  |           |
| 19 mai        | Maroon 5                                              | Makes Me Wonder                  |           |
| 26 mai        | T-Pain featuring Yung Joc                             | Buy U a Drank (Shawty Snappin')  |           |
| 2 juin        | Maroon 5                                              | Makes Me Wonder                  |           |
| 9 juin        | Rihanna featuring Jay-Z                               | Umbrella                         |           |
| 16 juin       | Rihanna featuring Jay-Z                               | Umbrella                         |           |
| 23 juin       | Rihanna featuring Jay-Z                               | Umbrella                         |           |
| 30 juin       | Rihanna featuring Jay-Z                               | Umbrella                         |           |
| 7 juillet     | Rihanna featuring Jay-Z                               | Umbrella                         |           |
| 14 juillet    | Rihanna featuring Jay-Z                               | Umbrella                         |           |
| 21 juillet    | Rihanna featuring Jay-Z                               | Umbrella                         |           |
| 28 juillet    | Plain White T's                                       | Hey There Delilah                |           |
| 4 août        | Plain White T's                                       | Hey There Delilah                |           |
| 11 août       | Sean Kingston                                         | Beautiful Girls                  |           |
| 18 août       | Sean Kingston                                         | Beautiful Girls                  |           |
| 25 août       | Sean Kingston                                         | Beautiful Girls                  |           |
| 1er septembre | Sean Kingston                                         | Beautiful Girls                  |           |
| 8 septembre   | Fergie                                                | Big Girls Don't Cry              |           |
| 15 septembre  | Soulja Boy Tell 'Em                                   | Crank That (Soulja Boy)          |           |
| 22 septembre  | Soulja Boy Tell 'Em                                   | Crank That (Soulja Boy)          |           |
| 29 septembre  | Kanye West                                            | Stronger                         |           |
| 6 octobre     | Soulja Boy Tell 'Em                                   | Crank That (Soulja Boy)          |           |
| 13 octobre    | Soulja Boy Tell 'Em                                   | Crank That (Soulja Boy)          |           |
| 20 octobre    | Soulja Boy Tell 'Em                                   | Crank That (Soulja Boy)          |           |
| 27 octobre    | Soulja Boy Tell 'Em                                   | Crank That (Soulja Boy)          |           |
| 3 novembre    | Soulja Boy Tell 'Em                                   | Crank That (Soulja Boy)          |           |
| 10 novembre   | Chris Brown featuring T-Pain                          | Kiss Kiss                        |           |
| 17 novembre   | Chris Brown featuring T-Pain                          | Kiss Kiss                        |           |
| 24 novembre   | Chris Brown featuring T-Pain                          | Kiss Kiss                        |           |
| 1er décembre  | Alicia Keys                                           | No One                           |           |
| 8 décembre    | Alicia Keys                                           | No One                           |           |
| 15 décembre   | Alicia Keys                                           | No One                           |           |
| 22 décembre   | Alicia Keys                                           | No One                           |           |
| 29 décembre   | Alicia Keys                                           | No One                           |           |